# I contrabbandieri del cielo
I contrabbandieri del cielo (The Hell with Heroes) è un film del 1968 diretto da Joseph Sargent con Rod Taylor e Claudia Cardinale.

## Trama
Nel 1946, dopo aver combattuto nella seconda guerra mondiale, due ex piloti dell'aviazione degli Stati Uniti in Nord Africa, Brynie MacKay (Rod Taylor) e Mike Brewer (Pete Duel) sono costretti a lavorare per Lee Harris (Harry Guardino). Il contrabbandiere vuole che volino in Francia, con carichi di cotone egiziano. Quando Brynie scopre che sono sigarette di contrabbando, estorce Harris per altri soldi. Per rappresaglia, Harris pianta narcotici sull'aereo di Brynie e informa il colonnello Wilson (Kevin McCarthy) del controspionaggio degli Stati Uniti.
Con l'aereo di Byrnie e il denaro sequestrato, Elena (Claudia Cardinale), l'amante di Harris, viene in suo aiuto. Harris esige una promessa per altri 12 voli cargo illegali, ma Mike avverte che saranno entrambi uccisi se procederanno con questo piano. Quando Mike cerca di intrappolare Harris informando il Col. Wilson delle corse di contrabbando, Harris, che sta volando con i due piloti, uccide Mike.
Temendo che la banda di Harris lo stia aspettando alla destinazione prestabilita, Byrnie fa atterrare il suo aereo su una pista aerea militare abbandonata e informa Wilson dove si trova il contrabbando. Con Elena al suo fianco, Byrnie fugge poi in Nord Africa. Quando Harris li rintraccia, Brynie supera Harris e lo consegna a Wilson, e grazie all'accordo che Mike aveva fatto, viene rilasciato. Byrnie decide di tornare negli Stati Uniti con Elena e diventare insegnante.